# Trpanj
Trpanj – wieś w Chorwacji, w żupanii dubrownicko-neretwiańskiej, siedziba gminy Trpanj. W 2011 roku liczyła 598 mieszkańców.

## Charakterystyka
Leży na terenie Dalmacji, w północnej części półwyspu Pelješac, 11 km na północny wschód od Orebicia. Pomiędzym Trpanjem a Pločami funkcjonuje przeprawa promowa.
Miejscowa gospodarka oparta jest na rolnictwie (uprawa winorośli), rybołówstwie i turystyce. W pobliskiej zatoce Blace znajdują się złoża błot o właściwościach leczniczych.
Nad wsią góruje średniowieczna twierdza. Znajdują się tu także cztery kościoły z XVII wieku.